# Матроналия
Матроналия (на латински: Matronalia; Matronales Feriae) е празник в Древен Рим на 1 март в чест на богинята Юнона.
Празнували преди всичко омъжените жени.